# Aage Bendixen
Aage Christian Thorvald Frederik Bendixen (16. juni 1887 på Frederiksberg – 30. december 1973) var en dansk filmskuespiller og stuntmand der hovedsageligt medvirkede i stumfilm. Han var oprindeligt uddannet som bilmekaniker, men i 1917 startede han som statist hos Astra Film og debuterede allerede næste år med en hovedrolle hos Nordisk Film Kompagni i filmen "Den store Gevinst" som blev hans store gennembrud. Sammen med Carl Schenstrøm spillede han to vagabonder i filmen "De keder sig paa Landet" – det var før parret kom til at hedde Fyrtaarnet og Bivognen. I 1920 skiftede han og Carl Schenstrøm med instruktøren Lau Lauritzen til Palladium hvor han spillede den første "Bivogn" i filmen "Tyvepak". I efterfølgende Fy og Bi-film var Aage Bendixen dog blevet udskiftet med cirkusklovnen Harald Madsen. Aage Bendixen arbejdede også som stuntmand og på pantomimeteatret i Tivoli.

## Filmografi
- 1919 – Den store Gevinst (som Fjums, tapetserer,instruktør Lau Lauritzen Sr.)
- 1919 – Boksernes Konge (instruktør Lau Lauritzen Sr.)
- 1919 – Byens Herkules (instruktør Lau Lauritzen Sr.)
- 1920 – En hustru till låns (instruktør Lau Lauritzen Sr.) (svensk)
- 1920 – Via Crucis (instruktør August Blom)
- 1920 – Gudernes Yndling (som Jack Pudding, reporter, instruktør Holger-Madsen)
- 1920 – Kärlek och björnjakt (som Nalle Pålsson, instruktør Lau Lauritzen Sr.) (svensk)
- 1920 – Væddeløberen (som Svipp, frisør, instruktør Lau Lauritzen Sr.)
- 1920 – De keder sig paa Landet (som vagabond, instruktør Lau Lauritzen Sr.)
- 1920 – En Sølvbryllupsdag (instruktør Lau Lauritzen Sr.)
- 1921 – Landsvägsriddare (som Bivognen, instruktør Lau Lauritzen Sr.) (svensk)
- 1921 – Harems-Mystik (instruktør Lau Lauritzen Sr.)
- 1922 – Jafet, der søger sig en Fader, I-IV (som Sam, filmsdigter, instruktør Emanuel Gregers)
- 1923 – Nedbrudte Nerver (som pakkebud på trappen, instruktør A.W. Sandberg)
- 1923 – Byens Don Juan (instruktør Gerhard Jessen)
- 1926 – Don Quixote (instruktør Lau Lauritzen Sr.)
- 1928 – Jokeren (instruktør Georg Jacoby) (dansk/tysk)
- 1930 – Hr. Tell og Søn (som teaterklovn, instruktør Lau Lauritzen Sr.)
- 1930 – Pas paa Pigerne (som indbrudstyv, instruktør Lau Lauritzen Sr.)
- 1932 – Han, hun og Hamlet (som sømand, instruktør Lau Lauritzen Sr.)
- 1935 – Fange Nr. 1 (som regissør, instruktør Paul Fejos)